# Граматика в'єтнамської мови
В'єтнамська мова (в'єт. tiếng việt, 㗂越) — одна з австроазійських мов, яка нараховує близько 82 мільйонів носіїв, переважно у В'єтнамі. Крім того, носії в'єтнамської мови зустрічаються в США, Китаї, Камбоджі, Франції, Австралії, Лаосі, Канаді та ряді інших країн. В'єтнамська мова є державною мовою В'єтнаму з 1954 р., коли ця держава одержала незалежність від Франції.

## Історія
Спочатку для письма в'єтнамською мовою використовували письмо на основі китайської ієрогліфіки за назвою тьи-ном (Chữ-nôm (喃) або Nôm (喃)). Спочатку більша частина в'єтнамської літератури зберігала структуру і лексичний склад китайської мови. У пізнішій літературі почав розвиватись в'єтнамський стиль, але все рівно у творах залишалося багато слів, запозичених з китайської мови. Найвідомішим літературним твором в'єтнамською мовою є «Поема про Кьеу», написана Нгуен Зу (1765—1820).
Письмо тьи-ном використовувалося до ХХ ст. Навчальні курси тьи-ном були доступні в Університеті Хошимін до 1993 р., і дотепер це письмо вивчають і викладають в Інституті Хан Ном у Ханої, де недавно був опублікований словник усіх ієрогліфів тьи-ном.
У XVII ст. римські католицькі місіонери представили систему письма в'єтнамською мовою на латинській основі, куокнги (Quốc Ngữ) (державна мова), яка з тих пір і використовується. До початку ХХ ст. система письма куокнги використовувалася паралельно з тьи-ном. У наш час використовується лише куокнги.

## Примітка
- Літери «F», «J», «W» і «Z» не є частиною в'єтнамського алфавіту, але використовуються в іноземних запозичених словах. «W» (vê-đúp)" іноді використовується замість «Ư» у скороченнях. У неофіційному листуванні «W», «F», і «J» іноді використовуються як скорочення для «QU», «PH» і «GI» відповідно.
- Диграф «GH» і триграф «NGH», в основному, заміняють «G» і «NG» перед «I», щоб не переплутати з диграфом «GI». З історичних причин, вони також використовуються перед «E» або «Ê».
- G = [ʒ] перед i, ê, і e, [ɣ] в іншій позиції
- D і GI = [z] у північних діалектах (включаючи ханойський діалект), і [j] у центральних, південних і сайгонських діалектах
- V вимовляється як [v] у північних діалектах, і [j] у південних діалектах
- R = [ʐ], [ɹ] у південних діалектах